# Berge (Prignitz)
Berge település Németországban, azon belül Brandenburgban. Lakosainak száma 733 fő (2023. december 31.).

## Népesség
A település népességének változása:
| Lakosok száma | 767  | 750  | 758  | 711  | 724  | 733  |
|               | 2014 | 2017 | 2019 | 2021 | 2022 | 2023 |